# Gobō (Wakayama)
Gobō (御坊市 Gobō-shi?) es una ciudad localizada en la prefectura de Wakayama, Japón. En junio de 2019 tenía una población estimada de 23.424 habitantes y una densidad de población de 533 personas por km². Su área total es de 43,91 km².
Gobō tiene la línea ferroviaria Kishu railway de tan sólo 2,7 km. Transcurre entre la estación JR Gobō y la estación Nishi Gobō a una velocidad de 20 km/h tomándole ocho minutos. El tren es apodado "rinkō" por los habitantes locales.
La planta local de Gobō es el Hibiscus hamabo. Son una especie de alcea que llega a crecer de 3 m a 5 m de altura. La flor amarilla florece en verano. Crecen en la desembocadura del río Hidaka y reflejan el clima de la ciudad.
Gobō es conocida por su horticultura. El eslogan de Gobō es "hanamaru Gobō". Los invernaderos de la ciudad cultivan una gran variedad de flores.
La ciudad de Gobō es también conocida por fabricar tableros y dados de mahjong. Gobō es líder en producción de estos artículos en Japón.
Gobō alberga el parque "Gobō Synthesis Sport Park". Este parque tiene una cancha de béisbol multiusos, un lugar de entrenamiento, etc. Es una pasatiempo popular entre los locales.

## Geografía

### Localidades circundantes
- Prefectura de Wakayama
  - Mihama
  - Hidaka
  - Hidakagawa
  - Inami

## Demografía
Según los datos del censo japonés, esta es la población de Gobō en los últimos años.
| Año del censo | Población |
| ------------- | --------- |
| 1995          | 28.510    |
| 2000          | 28.034    |
| 2005          | 27.053    |
| 2010          | 26.111    |
| 2015          | 24.801    |

## Galería

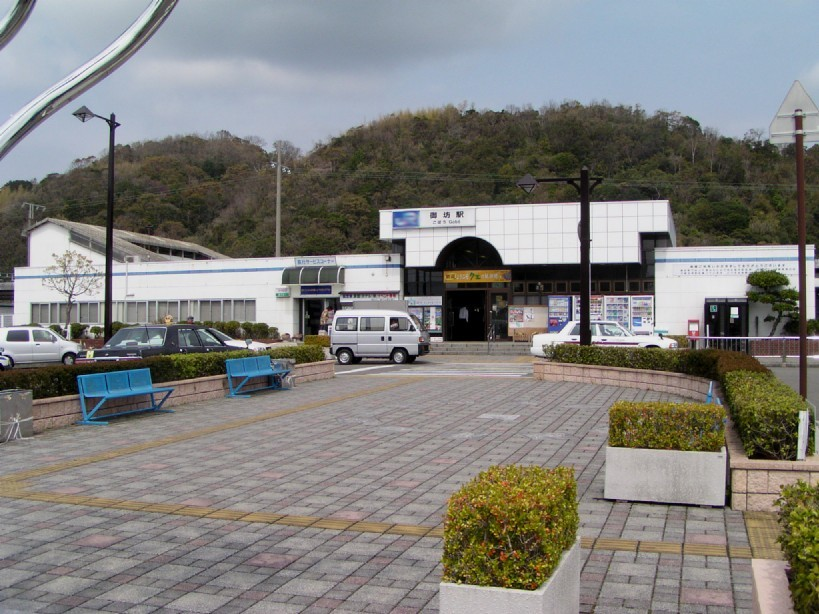
Estación de Gobō.
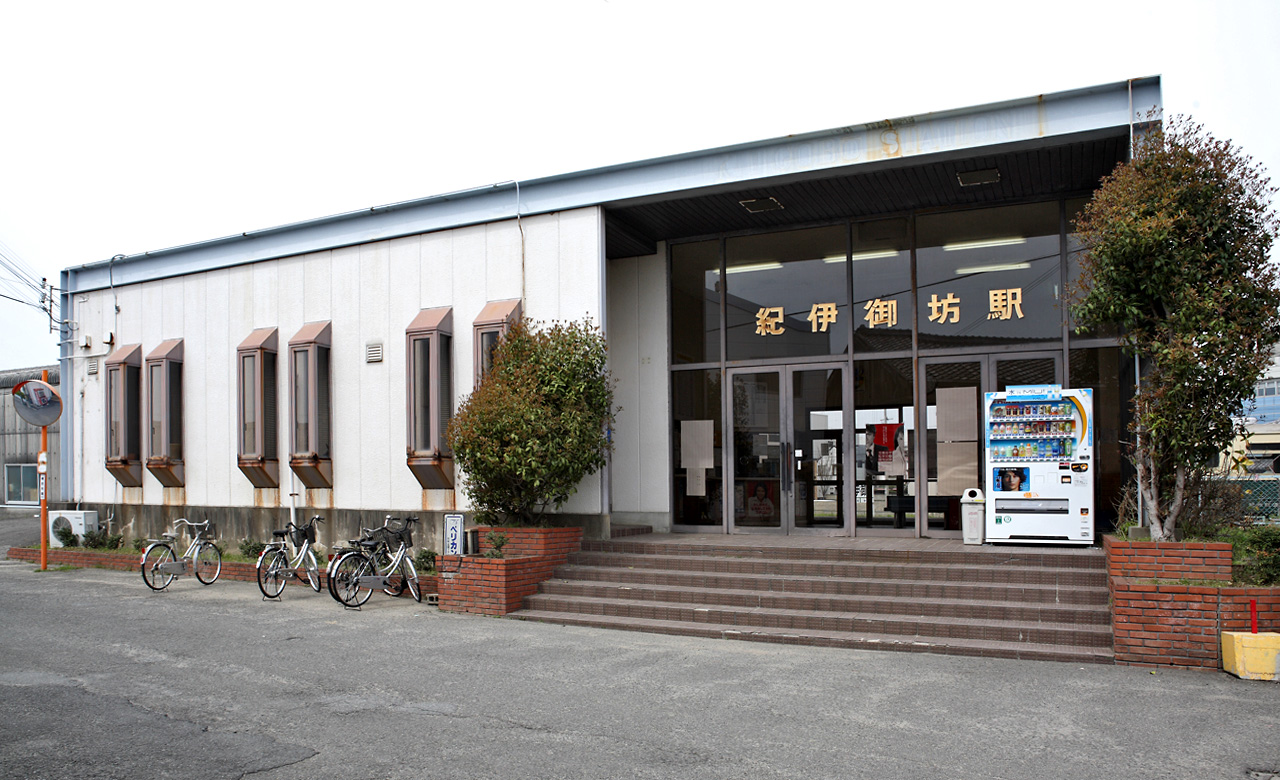
Estación de Kii-Gobō.
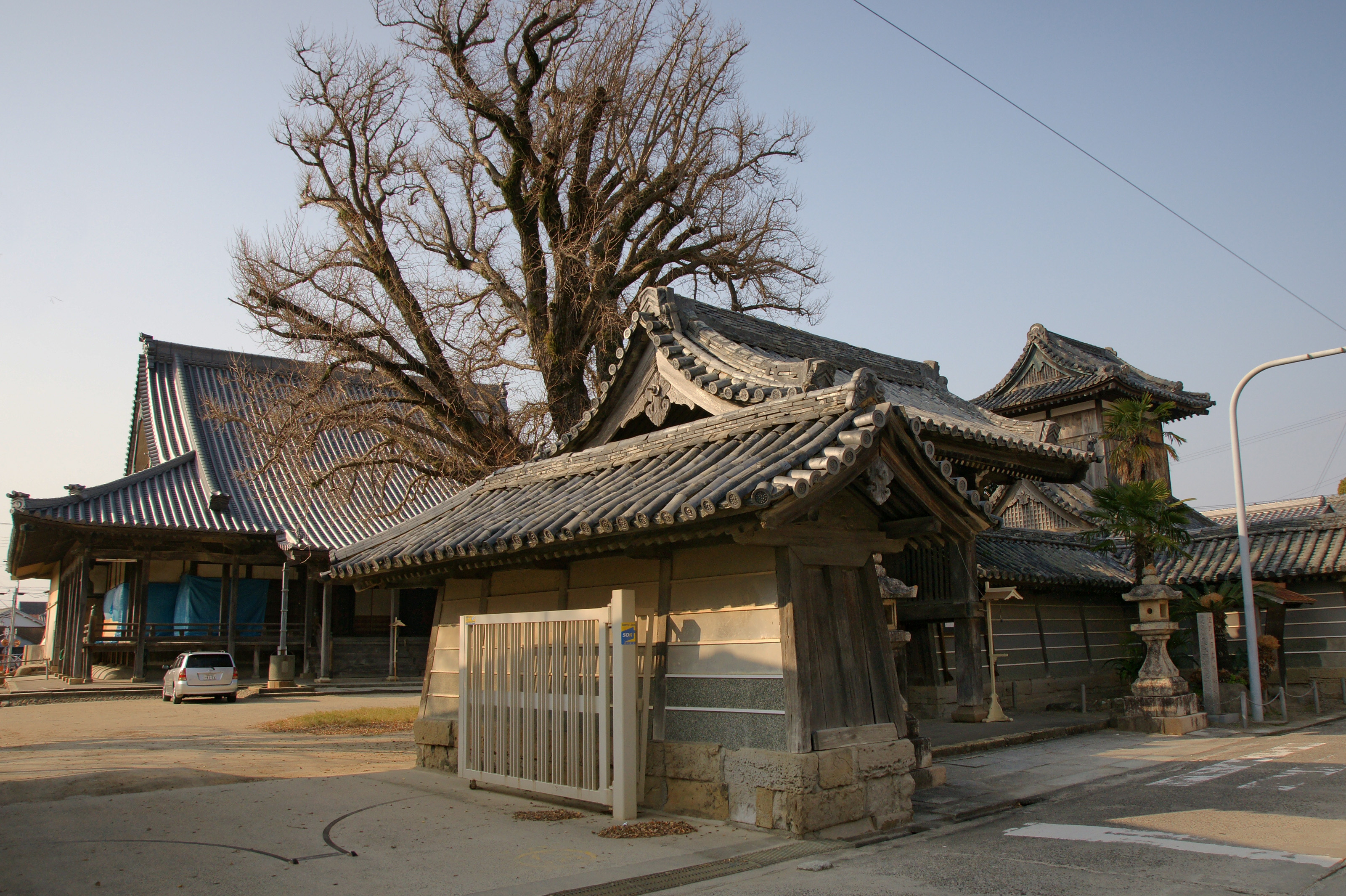
Templo Honganji Hidaka Betsuin.
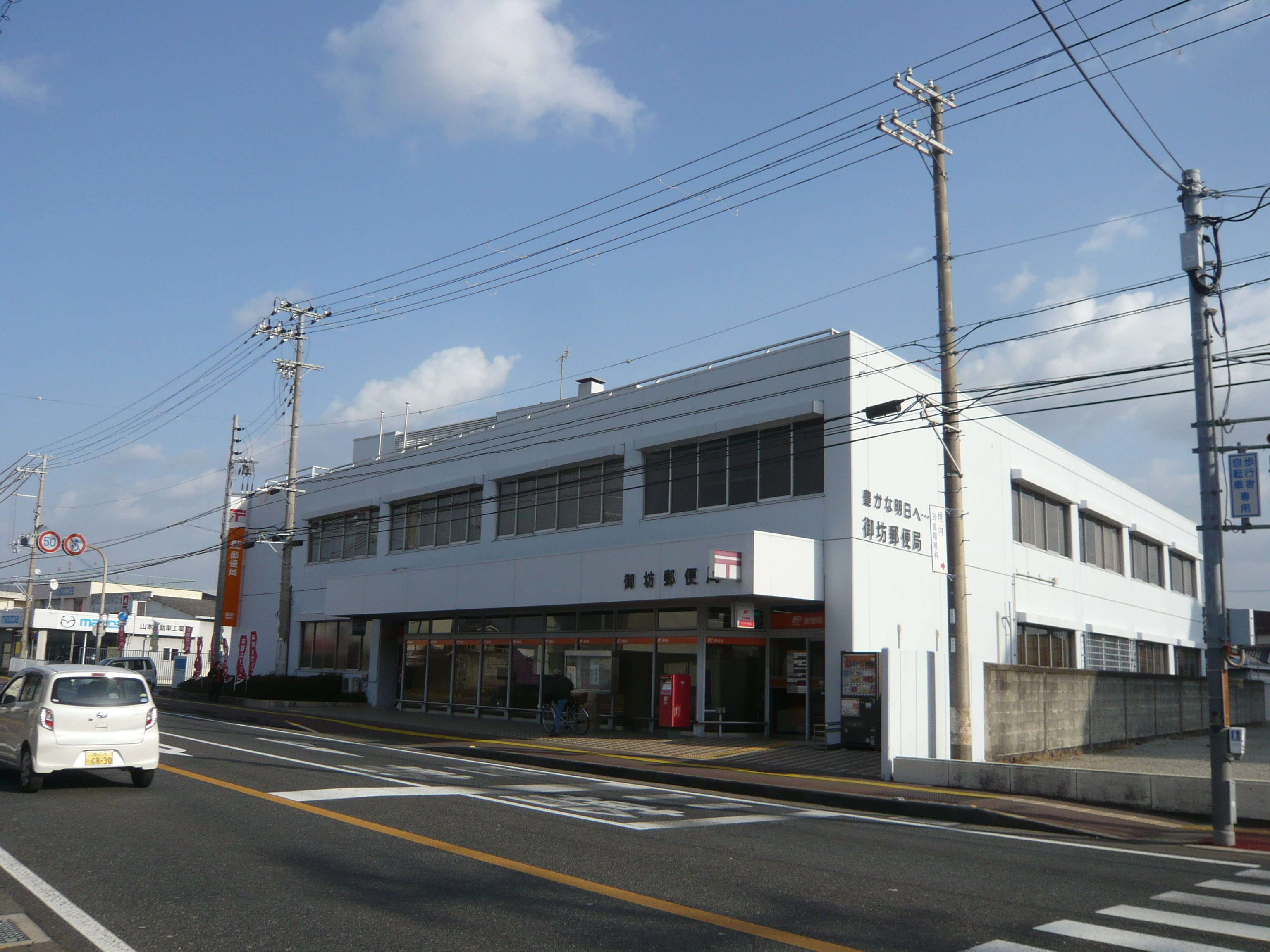
Oficina de correos de Gobō.